# Papilio weymeri
Papilio weymeri är en fjärilsart som beskrevs av Friedrich Wilhelm Niepelt 1914. Papilio weymeri ingår i släktet Papilio och familjen riddarfjärilar. IUCN kategoriserar arten globalt som livskraftig. Inga underarter finns listade i Catalogue of Life.